# Thám tử Zombie
Thám tử Zombie (tiếng Hàn: 좀비탐정; Romaja: Jombitamjeong) là một bộ phim truyền hình giả tưởng của Hàn Quốc với sự tham gia của Choi Jin-hyuk và Park Ju-hyun. Bộ phim được sản xuất bởi KBS Drama Production và RaemongRaein và được phát sóng trên KBS2 từ ngày 21 tháng 9 đến ngày 27 tháng 10 năm 2020. Bộ phim kể về câu chuyện của một thây ma và một nhà văn hợp tác để giải quyết tội ác.

## Tóm tắt
Kim Moo Young (Choi Jin Hyuk) - thám tử thây ma, anh ta đã bắt chước cách cư xử của con người trong một ngôi làng để tồn tại cùng con người. Sau đó anh đi đến thành phố, tại đây Kim Moo Young mở một văn phòng làm thám tử tư với mục đích có thể điều tra ra sự thật quá khứ của mình bởi hiện tại anh không hề nhớ được một chút gì trước khi trở thành zombie.
Kim Moo Young đấu tranh để được sống với con người cũng như tìm lại trí nhớ đã mất trong quá khứ của mình. Và vô tình anh gặp được Gong Sun-ji (Park Ju-hyun) sau khi cô đến văn phòng thám tử tư của anh để xin làm nhân viên bán thời gian. Được biết trước đó Gong Sun-ji là một phóng viên của một chương trình khiếu nại các vấn đề thời sự nóng, nhưng cô gặp nạn sau khi một nhân chứng trong một vụ án mà cô ấy đang làm việc đã tấn công bởi một người đàn ông lạ mặt. Vì vậy nên cô ấy đã bỏ việc.

## Diễn viên

### Vai chính
- Choi Jin-hyuk vai Kim Moo-young/Kang Min-ho
- Park Ju-hyun vai Gong Sun-ji
- Kwon Hwa-woon vai Cha Do-hyun

### Vai phụ

#### World King Agency
- Tae Hang-ho vai Lee Sung-rok
- Lee Joong-ok vai Wang Wei

#### Gia đình của Gong Sun-Ji
- Ahn Se-ha vai Lee Tae-kyun
- Hwang Bo-ra[4] vai Gong Sun-young
- Sung Min-jun vai Lee Joon-woo

#### Sở cảnh sát Gangrim
- Park Dong-bin[5] vai Hwang Chun-seob
- Jung Chae-yul vai Bae Yoon-mi

### Các nhân vật khác
- Lim Se-joo vai Kim Bo-ra
- Bae Yoo-ram vai Station PD
- Park Sang-myun vaiLee Gwang-sik
- Ha Do-kwon vai Noh Poong-sik
- Seo Yeon-woo vai Yeon-woo
- Uhm Tae-yoon vai Um Tae-yoon
- Yoon Ki-chang vai Kim Moo-young thật

### Khách mời xuất hiện đặc biệt
- Park Joo-yong vai nghi phạm Santa (tập 1)
- Yoo Min-sang vai người đóng hộp pizza (tập 1)
- Lee Seung-yoon vai diễn viên phim zombie (tập 1)
- Kim Hye-seon vai diễn viên phim zombie (tập 1)
- Yoo Jae-suk[6] vai diễn viên phim zombie (tập 1)
- Kim Min-kyung vai diễn viên phim zombie (tập 1)
- Kim Yo-han vai người mẫu CM kem dưỡng dal (tập 1)
- Lee Ga-sub vai Oh Hyeong-cheol (tập 2)
- Han Hye-ji vai vợ của Oh Hyeong-cheol (tập 2)
- Song Ga-in là ca sĩ nhạc trot (tập 2)
- A.C.E[7] vai vũ công thây ma (tập 2–3)
- Shin Yun-sook vai chủ đất của Kim Moo-young (tập 2)
- Ok Joo-ri vai người bán xe đẩy thức ăn (tập 2)
- Kwon Hae-hyo vai CEO công ty điện ảnh (tập 2)
- Kim Jung-pal vai quản lý trung tâm nhanh chóng (tập 3)
- Jang Se-hyun vai khách hàng trung tâm nhanh chóng (tập 3)
- Park Sun-young vai Kang Go-eun (tập 3)
- Yebin vai Yoo Hee-seon (tập 3)
- Sam Hammington vai Butcher (tập 5)
- William Hammington vai con trai Butcher (tập 5)

## Sản xuất
KBS đã phát hành những bức ảnh từ buổi đọc kịch bản đầu tiên vào ngày 22 tháng 7 năm 2020. KBS đã phát hành áp phích chính của bộ phim có tất cả các diễn viên.

## Tỷ lệ người xem
| Ep. | Phần       | Ngày phát sóng            | Tỷ lệ người xem trung bình (AGB Nielsen) |
| --- | ---------- | ------------------------- | ---------------------------------------- |
| 1 | 1          | ngày 21 tháng 9 năm 2020  | 2.9%                                     |
| 1 | 2          | ngày 21 tháng 9 năm 2020  | 3.6%                                     |
| 2 | 1          | ngày 22 tháng 9 năm 2020  | 2.7%                                     |
| 2 | 2          | ngày 22 tháng 9 năm 2020  | 3.0%                                     |
| 3 | 1          | ngày 28 tháng 9 năm 2020  | 2.1%                                     |
| 3 | 2          | ngày 28 tháng 9 năm 2020  | 2.8%                                     |
| 4 | 1          | ngày 29 tháng 9 năm 2020  | 2.0%                                     |
| 4 | 2          | ngày 29 tháng 9 năm 2020  | 2.8%                                     |
| 5 | 1          | ngày 5 tháng 10 năm 2020  | 2.0%                                     |
| 5 | 2          | ngày 5 tháng 10 năm 2020  | 2.9%                                     |
| 6 | 1          | ngày 6 tháng 10 năm 2020  | 2.5%                                     |
| 6 | 2          | ngày 6 tháng 10 năm 2020  | 3.4%                                     |
| 7 | 1          | ngày 12 tháng 10 năm 2020 | 2.4%                                     |
| 7 | 2          | ngày 12 tháng 10 năm 2020 | 3.1%                                     |
| 8 | 1          | ngày 13 tháng 10 năm 2020 | 2.6%                                     |
| 8 | 2          | ngày 13 tháng 10 năm 2020 | 3.7%                                     |
| 9 | 1          | ngày 19 tháng 10 năm 2020 | 2.4%                                     |
| 9 | 2          | ngày 19 tháng 10 năm 2020 | 3.1%                                     |
| 10 | 1          | ngày 20 tháng 10 năm 2020 | 2.0%                                     |
| 10 | 2          | ngày 20 tháng 10 năm 2020 | 2.6%                                     |
| 11 | 1          | ngày 26 tháng 10 năm 2020 | 2.1%                                     |
| 11 | 2          | ngày 26 tháng 10 năm 2020 | 2.2%                                     |
| 12 | 1          | ngày 27 tháng 10 năm 2020 | 1.9%                                     |
| 12 | 2          | ngày 27 tháng 10 năm 2020 | 2.6%                                     |
| Trung bình | Trung bình | Trung bình                | 2.6%                                     |
| - Trong bảng trên đây, số màu xanh biểu thị cho tỷ lệ người xem thấp nhất và số màu đỏ biểu thị cho tỷ lệ người xem cao nhất. |            |                           |                                          |